# Antoine-Pierre-Jean Fourquet
Antoine-Pierre-Jean Fourquet MEP (chiń. 魏暢茂; ur. 6 marca 1872 w Eus, zm. 18 lutego 1952 w Montbeton) – francuski duchowny rzymskokatolicki, misjonarz, wikariusz apostolski i arcybiskup kantoński.

## Biografia
29 stycznia 1892 wstąpił do Seminarium Misji Zagranicznych. 29 lutego 1896 otrzymał święcenia prezbiteriatu i został kapłanem Towarzystwa Misji Zagranicznych w Paryżu. 8 kwietnia tego roku wyjechał na misje do prowincji Kanton w Chinach.
Jako duszpasterz wybudował kilka kościołów i kaplic, założył szkołę żeńską, zarządzał organizacją dobroczynną prowadzącą m.in. szpitale oraz kolonię trędowatych oraz odpowiadał za kontakty misji katolickich ze świeckimi władzami prowincji.
20 lutego 1923 papież Pius XI mianował go wikariuszem apostolskim Kantonu oraz biskupem tytularnym themizjańskim. 16 września 1923 przyjął sakrę biskupią z rąk wikariusza apostolskiego Hongkongu Domenico Pozzoniego PIME. Współkonsekratorami byli wikariusz apostolski Shantou Adolphe Rayssac MEP oraz wikariusz apostolski Zachodniego Guangdong i Hajnanu Auguste Gauthier MEP.
Głównym zadaniem, które obrał sobie za cel bp Fourquet, było wykształcenie rodzimego duchowieństwa, gdyż dotychczas wikariat opierał się głównie na zagranicznych misjonarzach. Rozwijał również szkolnictwo oraz dzieła charytatywne. Organizował pomoc dla miejscowej ludności szczególnie podczas okupacji japońskiej.
11 kwietnia 1946 wikariat apostolski Kantonu został podniesiony do rangi archidiecezji. Tym samym bp Fourquet został arcybiskupem kantońskim (oficjalnie potwierdzony na tym stanowisku w marcu 1947). 11 grudnia 1947 zrezygnował z arcybiskupstwa i udał się na emeryturę. Jeszcze przed opuszczeniem Chin władze Kantonu przyznały mu honorowe obywatelstwo.
1 kwietnia 1948 przybył do Francji. Na emeryturze osiadł w Montbeton. 21 czerwca 1948 otrzymał od papieża Piusa XII arcybiskupstwo tytularne Gangry. Zmarł 18 lutego 1952 w Montbeton. Pochowany został w kościele w rodzinnym Eus.